# 19572 Leahmarie
19572 Leahmarie (1999 LE11) là một tiểu hành tinh vành đai chính được phát hiện ngày 8 tháng 6 năm 1999 bởi nhóm nghiên cứu tiểu hành tinh gần Trái Đất phòng thí nghiệm Lincoln ở Socorro, New Mexico.